# ویندوز ان‌تی
ویندوز ان‌تی (به انگلیسی: Windows NT) یک خانواده از سیستم عامل‌های تولید شده توسط شرکت مایکروسافت است که اولین نسخه از آن در ۲۷ ژوئیه ۱۹۹۳ منتشر شد و بازار هدفش سیستم‌های ایستگاه کار و رایانه‌های سرور بود و به عنوان مکملی برای کاربران ویندوز ۱.۰ تا ویندوز ۳.۱x بود که مبتنی بر MS-DOS بودند.
این سیستم عامل در اصل طراحی شده بود که یک سیستم عامل مبتنی بر زبان برنامه‌نویسی سطح بالا، مستقل از پردازنده، چندپردازشی و چند کاربره با ویژگی‌های مشابه با یونیکس باشد.
ان تی اولین نسخه ۳۲-بیت از ویندوز بود، در حالی که همتایان آن با نام‌های ویندوز ۳٫۱ ایکس و ویندوز ۹ایکس، ۱۶-بیت بودند که در نهایت با ۳۲-بیت پیوند خوردند.
نشریات مختلف مایکروسافت از جمله جلسه پرسش و پاسخ با بیل گیتس در سال ۱۹۹۸ نشان می‌دهد که حروف "NT" به "تکنولوژی نوین" اشاره می‌کند. ولی با آغاز ویندوز ۲۰۰۰ دیگر از این مخفف استفاده نشد و تنها در شماره‌گذاری فنی محصول به کار می‌رود که بیانگر تعلق آن‌ها به یک خانواده است.
از برخی جهات، اجداد ویندوز ان تی سیستم عامل‌هایی هستند که مهندس دیوید کاتلر قبل از اینکه توسط شرکت مایکروسافت استخدام شود بر روی آن‌ها کار کرد،  که شامل OpenVMS، RSX-11 و همچنین یک سیستم عامل شیء گرا که توسط او برای DEC Prism توسعه یافت می‌شود.